# Холден (лунный кратер)
Кратер Холден (лат. Holden) — большой ударный кратер на восточной границе Моря Изобилия на видимой стороне Луны. Прилегает непосредственно к юго-восточной части более крупного кратера Венделин.
Кратер носит имя американского астронома Эдварда Холдена. Это название было утверждено Международным астрономическим союзом в 1935 году. Кроме того, в честь этого учёного назван кратер Холден на Марсе.

## Описание кратера
Дно кратера невыразительное, гладкое, без центрального пика. Северо-западная часть вала кратера перекрыта 12-километровым кратером Холден V; вдвое меньший кратер находится чуть южнее центра Холдена. Вдоль внутренней стенки северной части кратера тянется терраса.

## Сателлитные кратеры
| Холден | Координаты                                            | Диаметр, км |
| ------ | ----------------------------------------------------- | ----------- |
| R      | 20°49′ ю. ш. 60°59′ в. д. / 20,82° ю. ш. 60,99° в. д. | 18,3        |
| S      | 20°25′ ю. ш. 61°34′ в. д. / 20,41° ю. ш. 61,56° в. д. | 13,8        |
| T      | 19°01′ ю. ш. 64°10′ в. д. / 19,02° ю. ш. 64,17° в. д. | 9,5         |
| V      | 18°34′ ю. ш. 62°04′ в. д. / 18,57° ю. ш. 62,07° в. д. | 11,6        |
| W      | 18°55′ ю. ш. 60°01′ в. д. / 18,91° ю. ш. 60,02° в. д. | 11,5        |

Сателлитный кратер Холден V входит в каталог наиболее ярких объектов Луны — англ. Bright Lunar Rays Project (букв. Проект ярких лунных лучей), созданный организацией ALPO (англ. Association of Lunar and Planetary Observers — букв. Ассоциация лунных и планетарных наблюдателей).

## Статьи
- Menzel, D. H.; Minnaert, M.; Levin, B.; Dollfus, A.; Bell, B. Report on Lunar Nomenclature by The Working Group of Commission 17 of the IAU // Space Science Reviews. — Springer, 2000. — Вып. июнь, № 12. — С. 136—186. — doi:10.1007/BF00171763. — Bibcode: 1971SSRv...12..136M.
- William M. Dembowski. Bright Lunar Rays Project // Association of Lunar and Planetary Observers. Архивировано 4 марта 2016 года.
- Holden (англ.). The moon wiki.
- LAC 98 (карта региона с обозначением наименованных объектов) (англ.). Gazetteer of Planetary Nomenclature.